# 博斯魯克山
47°37′22″N 14°20′46″E / 47.62278°N 14.34611°E

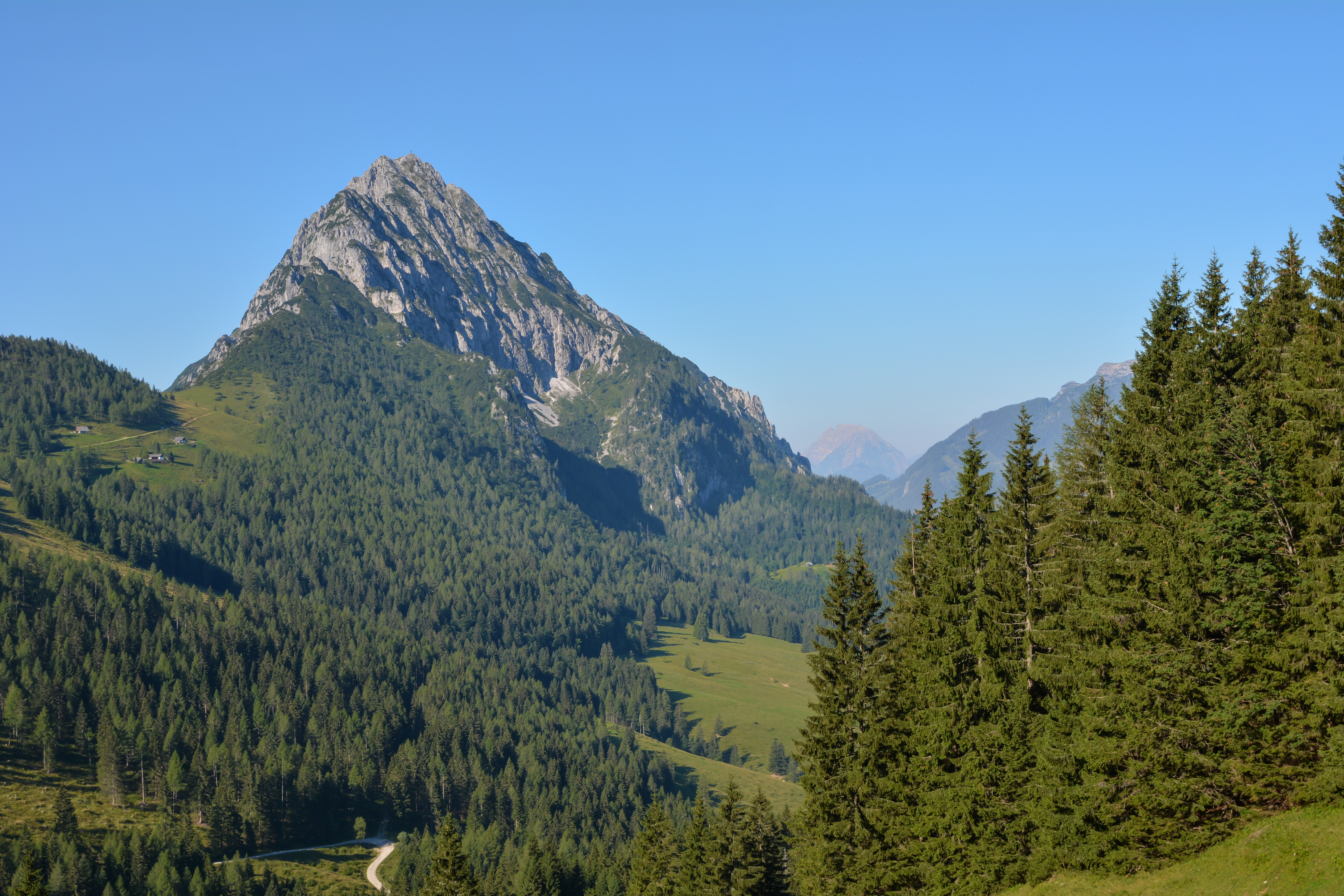

博斯魯克山（德語：Bosruck），是奧地利的山峰，位於該國中部，由施泰爾馬克州負責管轄，屬於恩斯塔爾阿爾卑斯山脈的一部分，海拔高度1,992米，每年平均降雨量1,578毫米。